# ジャーメイン・ジョンソン2世
ジャーメイン・カーティス・ジョンソン2世（Jermaine Curtis Johnson II, 1999年1月7日 - ）は、アメリカ合衆国ミネソタ州エデンプレーリー出身のプロアメリカンフットボール選手。NFLのニューヨーク・ジェッツに所属している。ポジションはアウトサイドラインバッカー。

## 経歴

### カレッジ
高校時代はGPA1.9と学業不振だったためNCAAディビジョンIの大学への進学資格がなく、インディペンデンス・コミュニティカレッジへ進学した。
コミュニティカレッジ在学中にはNetflixのドキュメンタリー番組「ラストチャンス・U」に出演した。1年間プレーした後、ジョージア大学へ転校した。
2019年シーズンは20タックル、2.5サックを記録した。翌2020年シーズンは16タックル、4サックを記録し、このシーズン終了後にフロリダ州立大学へ転校した。
2021年シーズンは70タックル、18サックを記録し、ACCの最優秀守備選手賞を受賞した。このシーズン終了後、2022年のNFLドラフトにエントリーした。

### ニューヨーク・ジェッツ
ドラフト全体26位でニューヨーク・ジェッツから指名され、その後ルーキー契約を結んだ。
2023年シーズンは全試合に先発出場し、55タックル、7.5サックを記録。カリル・マックの代理としてプロボウルに選出された。
2024年シーズンは、第2週のテネシー・タイタンズ戦でアキレス腱を断裂しシーズン終了となった。
2025年4月30日、チームから5年目の契約オプションを行使された。